# 황제전갈속
황제전갈속 또는 판디누스속(학명: Pandinus)은 이형전갈과에 속하는 대형 전갈 가운데 한 속이다. 가장 유명한 반려전갈인 황제전갈이 속해있다. 아프리카 열대 전역에 분포해 있다.

## 분류학
황제전갈속은 1876년 태멀런 소렐(Tamerlan Thorell)이 처음 소개했다. 후속 연구에서는 이 속을 다섯 개의 아속으로 나누었다. 2015년에는 모든 5아속이 하나의 속 단위로 통합 및 승격되었다.

### 다양성
현재, 4종이 정식으로 인정받고 있다:
- 감비아전갈 Pandinus gambiensis Pocock, 1899
- 황제전갈 Pandinus imperator (C. L. Koch, 1841)
- 우간다전갈 Pandinus ugandaensis Kovarik, 2011
- Pandinus ulderigoi Rossi, 2014

## 전체적 특징
황제전갈속의 구성원들은 보통 몸길이 120~200mm의 대형 전갈에 속한다. 몸 색은 어둡거나 검정색을 띠며, 전갈꼬리와 다리는 때때로 더 옅은색을 띤다. 더듬이다리에 달린 집게발은 매우 큰 한편, 전갈꼬리에는 소낭과 독침이 있으며 부분적으로 가늘다. 더듬이다리의 제1마디(밑마디)에 있는 '거친 부위'와 제1보행지에 있는 강모로 이루어진 '긁기 부위'로 이루어진 발음기관을 가지고 있다. 거친 부위에 강모를 문질러 긁는 소리를 만들어낸다. 이형전갈과의 속들은 서로를 매우 닮았으며 그 중 황제전갈속은 특히 동남아시아의 이형전갈속과 가깝다. 이들은 주로 발음기관과 감각털(분류감각모, trichobothria)의 세부 구조에서 차이가 난다.

### 독
다른 이형전갈류들처럼 황제전갈속의 독액도 다소 약하며, 사람에 대한 치사성은 알려지지 않았다. 독침에 쏘였을 때의 증상은 대게 국부 통증으로 한정되어 있으며, 봉침에 쏘인 정도의 비슷한 증상으로 묘사된다. 적어도 황제전갈은 독침을 거의 쏘지 않으며, 종종 먹이를 사냥하거나 방어하는 데 거대한 집게발을 사용하는 것을 선호한다. 이외 종의 방어 행위는 아직 자세히 연구되지 않았다.

## 서식지
대부분의 종이 열대 기후의 습한 저지대에 산다. 이들은 우림, 하천 근처의 회랑림(回廊林) 및 사바나 서식지 옆의 다른 임지에서 보인다. 아랍쪽의 종도 반건조 기후 지역에서 보인다. 부드러운 양토를 대부분의 종들이 선호하는 것으로 보이지만, 숲에 사는 황제전갈만이 그 생태가 잘 알려져 있다.

## 보존 상태
황제전갈속의 두 종(P. imperator, and P. gambiensis)은 야생에서 반려동물 거래로 인한 남획 때문에 1995년 사이테스 부속서 II에 수록된 유일한 전갈들이다. 서아프리카의 여러 국가(베냉, 토고, 니제르, 차드 포함)에서 황제전갈에 대한 CITES 수출 할당제가 발급되었다. CITES 리스트는 두 종을 보호하고 있지만, 그중 실제로 국제 반려동물 거래를 위해 빈번하게 수출되는 종은 황제전갈뿐이라는 점에서 개념적으로 비판을 받아왔다. 심지어 할당제가 효과적으로 작동하는 나라에서도 거래되는 개체가 농장에서 사육된 것인지 야생에서 포획된 것인지 그 출처를 거의 추적하기 힘들다. 남획 외에도, 이 종은 탈산림화로 인한 서식지 파괴로 인해 멸종 위기가 심각하다. 거래되는 종은 때때로 "Pandinus africanus"로 분류되어 있다. 이 학명은 황제전갈의 불효한 학명이명으로, 이 종에 대한 CITES 규정을 회피하는 데 이용되고 있는 것이 명백하다. 그러나, (리스트에 실리지 않은) 다른 종들도 이러한 이름하에 거래된다.

## 사육
큰 덩치에 유순하고 군서 습성이 있으며, 부분상 주행성 행동을 보이는 것과 약한 독은 황제전갈을 가장 유명한 반려전갈로 만드는 데 큰 몫을 한다. 이 종이 CITES에 실린 이후에는 상업성 전갈농장들이 몇몇 서아프리카 국가에 세워졌다.